# Dictionnaire classique d'histoire naturelle
Dictionnaire classique d'histoire naturelle (abreviado Dict. Class. Hist. Nat.) es un libro ilustrado con descripciones botánicas que fue escrito por Jean-Baptiste Bory de Saint-Vincent. Se publicó en 17 volúmenes en los años 1822-1831, con el nombre de Dictionnaire Classique d'Histoire Naturelle, par Messieurs Audouin, Isid. Bourdon, Ad. Brongniart, de Candolle ... et Bory de Saint-Vincent. Ouvrage dirigé par ce dernier collaborateur. Paris.